# Варна (мини-футбольный клуб)
МФК «Варна» — болгарский мини-футбольный клуб из Варны. Основан в 2003 году под названием «Писсадели», в 2007 клуб принял нынешнее название. На данный момент играет в Чемпионате Болгарии по футзалу.
Один из лучших клубов Болгарии по футзалу. Клуб взял по три раза Чемпионат и Кубок Болгарии.

## Достижения
- Чемпион Болгарии по мини-футболу (3) : 2005, 2007, 2009
- Обладатель Кубка Болгарии по мини-футболу (3) : 2006, 2008, 2009

## Состав на сезон 2008/2009
| #  |               | Имя                  | Возраст |
| -- | ------------- | -------------------- | ------- |
| 1  | Флаг Болгарии | Измет Гаджиев (В)    | 26      |
| 2  | Флаг Болгарии | Виктор Викторов      | 25      |
| 3  | Флаг Болгарии | Бойчо Марев          | 30      |
| 4  | Флаг Болгарии | BorБоис Трендафилов  | 30      |
| 6  | Флаг Болгарии | Павел Павлов         | 27      |
| 10 | Флаг Болгарии | Владимир Гочев       | 27      |
| 12 | Флаг Болгарии | Георгий Георгиев     | 28      |
| 13 | Флаг Болгарии | Антон Атанасов       | 27      |
| 21 | Флаг Болгарии | Иваило Борисов       | 25      |
| 22 | Флаг Болгарии | Благовест Марев      | 25      |
| 33 | Флаг Болгарии | Станислав Иванов (В) | 25      |

## Участие в Кубке УЕФА
| Сезон     | Кубок      | Раунд                 | Страна       | Противник      | Результат | Город  |
| --------- | ---------- | --------------------- | ------------ | -------------- | --------- | ------ |
| 2004/2005 | Кубок УЕФА | Предварительный раунд | Флаг Албании | Тирана         | 3–3       | Тирана |
| 2004/2005 | Кубок УЕФА | Предварительный раунд | Флаг Англии  | Шеффилд Халлам | 13–6      | Тирана |
| 2004/2005 | Кубок УЕФА | 1 отборочный раунд    | Флаг Украины | Шахтёр         | 0–6       | Донецк |
| 2004/2005 | Кубок УЕФА | 1 отборочный раунд    | Флаг Венгрии | Рубеола        | 0–7       | Донецк |